# Tetraria borneensis
Tetraria borneensis är en halvgräsart som beskrevs av Johannes Hendrikus Kern. Tetraria borneensis ingår i släktet Tetraria och familjen halvgräs. Inga underarter finns listade i Catalogue of Life.